# Antoni Chamiec (konsul)

herb Gryf

Antoni Chamiec, Antoni Adam Jaxa-Chamiec herbu Gryf (ur. 15 stycznia 1891 w Andrusze na Wołyniu, zm. 29 czerwca 1965 we Wrocławiu) – poseł na Sejm II RP i polski urzędnik konsularny, kawaler Orderu Virtuti Militari.

## Życiorys
Antoni Chamiec urodził się w guberni wołyńskiej Cesarstwa Rosyjskiego. Był synem Mariana (1851–1917) i Leonii z domu Poniatowskiej (1861–1939). 10 października 1915 roku ożenił się w Lublinie z Marią z domu Krzyczkowską. Mieli czworo dzieci: Mirosławę, Witolda, Zofię i Wandę.
Antoni Chamiec studiował chemię i rolnictwo na Uniwersytecie Jagiellońskim (8 semestrów) oraz na uniwersytecie w Lozannie. Ochotniczo służył w WP (1919–1920); przeniesiony do rezerwy w stopniu porucznika. Prowadził własny majątek w Zosinie, w powiecie sarneńskim. Działacz polityczny BBWR na Polesiu oraz poseł na Sejm II RP (1930–1933) z Pińska. W marcu 1933 zrzekł się mandatu posła i zaczął pracować w Ministerstwie Spraw Zagranicznych II Rzeczypospolitej. Od maja 1933 do listopada 1937 był konsulem w Tuluzie we Francji. Następnie pracował w Departamencie Konsularnym MSZ w Warszawie, a potem w gabinecie ministra spraw zagranicznych. Po II wojnie światowej otrzymał jako repatriant gospodarstwo rolne koło Bystrzycy Kłodzkiej. Szybko zrezygnował z prowadzenia gospodarstwa i przeniósł się do Wrocławia, gdzie pracował jako technik-laborant w Ogrodzie Botanicznym przy Uniwersytecie Wrocławskim i nauczyciel w średnim szkolnictwie rolniczym .

## Odznaczenia
- Krzyż Srebrny Orderu Virtuti Militari (1922)[2] .